# Canton de Limoges-Grand-Treuil
Le canton de Limoges-Grand-Treuil est une ancienne division administrative française située dans le département de la Haute-Vienne et la région Nouvelle-Aquitaine. À la suite du redécoupage cantonal de 2014, le canton est fondu dans ceux de Limoges-3, Limoges-4 et Limoges-5.

## Histoire
Le canton a été créé en 1985 en scindant en deux celui de Limoges La Bastide.

## Représentation
| Période | Période          | Identité            | Étiquette | Qualité |
| ------- | ---------------- | ------------------- | --------- | --- |
| 1985    | 1997 (démission) | Claude Lanfranca    | PS        | Docteur en médecine Ancien conseiller général du Canton de Limoges-La Bastide (1973-1985) Député de 1997 à 2002 1er adjoint au maire de Limoges (1990-2008), conseiller municipal de Limoges (1971-2014) |
| 1997    | 2015             | Stéphane Destruhaut | PS        | Formateur conseiller municipal de Limoges (1995-2020), adjoint au maire de Limoges (2008-2014) Elu en 2015 dans le Canton de Limoges-3                                                                   |

## Composition
Le canton de Limoges-Grand-Treuil groupe une fraction de commune et compte 6 771 habitants au recensement de 2010.
| Communes | Population (2012) | Code postal | Code Insee |
| -------- | ----------------- | ----------- | ---------- |
| Limoges  | 6 771             | 87100       | 87085      |

## Démographie
| 1962 | 1968 | 1975 | 1982 | 1990 | 1999  | 2006  | 2010  |
| ---- | ---- | ---- | ---- | ---- | ----- | ----- | ----- |
| -    | -    | -    | -    | -    | 6 656 | 6 658 | 6 771 |